# Zdihovo (żupania zagrzebska)
Zdihovo – wieś w Chorwacji, w żupanii zagrzebskiej, w mieście Jastrebarsko. W 2011 roku liczyła 306 mieszkańców.